# Kościół Podwyższenia Krzyża Świętego w Wilejce (nie istnieje)
Kościół Podwyższenia Krzyża Świętego w Wilejce – nieistniejący kościół parafialny w Wilejce na Białorusi. Zabytek architektury XIX-wiecznej, wzniesiony w stylu klasycystycznym. Znajdował się w centrum miasta, na rogu Rynku i ul. Osipowskiej (ob. 17 września). W drugiej połowie XIX w. świątynia została przebudowana na prawosławną cerkiew św. Jerzego. Po II wojnie światowej budynek został zburzony przez władze sowieckie.

## Historia
Budowę kościoła rozpoczął w 1862 r. ks. Seweryn Mikutowicz. Po stłumieniu powstania styczniowego budynek został zabrany na rzecz Cerkwi prawosławnej (budowa była wówczas na etapie ozdabiania wnętrza). W 1874 roku został przebudowany w stylu moskiewskim i poświęcony jako cerkiew św. Jerzego. Po II wojnie światowej świątynia została zniszczona przez władze sowieckie. W jej miejscu wybudowano sklep.

## Architektura
Budynek był 3-nawową bazyliką z dwoma wieżami, 5-boczną apsydą i bocznymi zakrystiami, w stylu klasycystycznym. 

Galeria
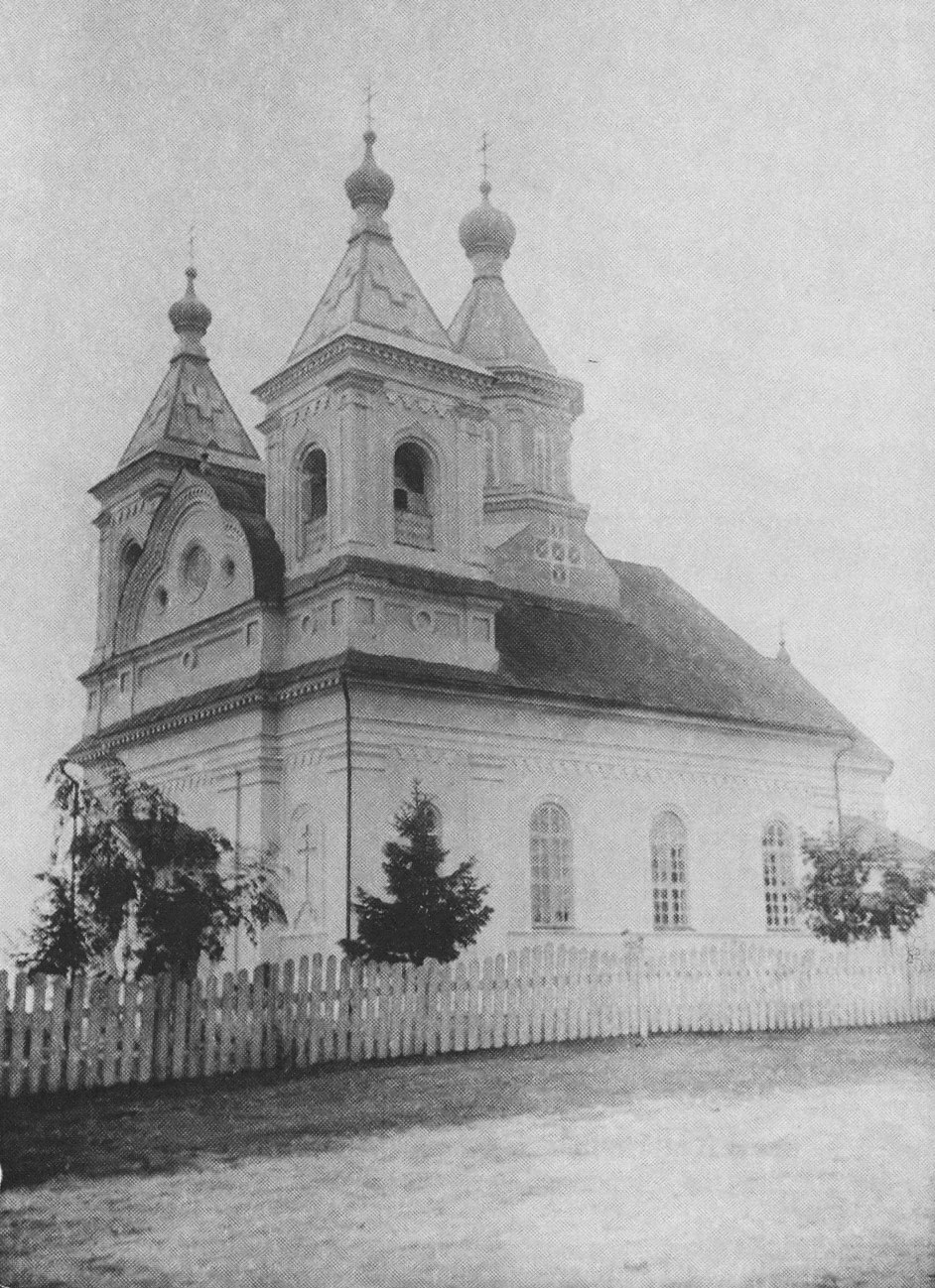
Świątynia po przebudowie na cerkiew, około 1900 r.
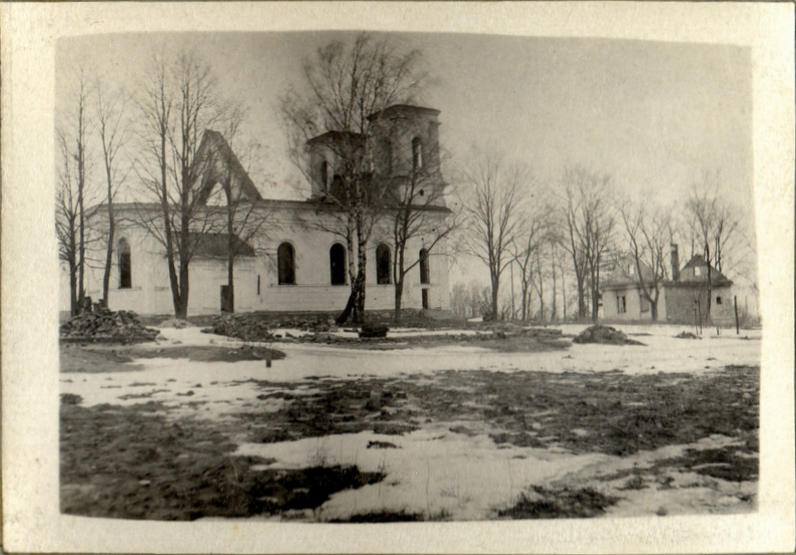
Budynek po zniszczeniach wojennych w 1944 r.